# Primrose Hill

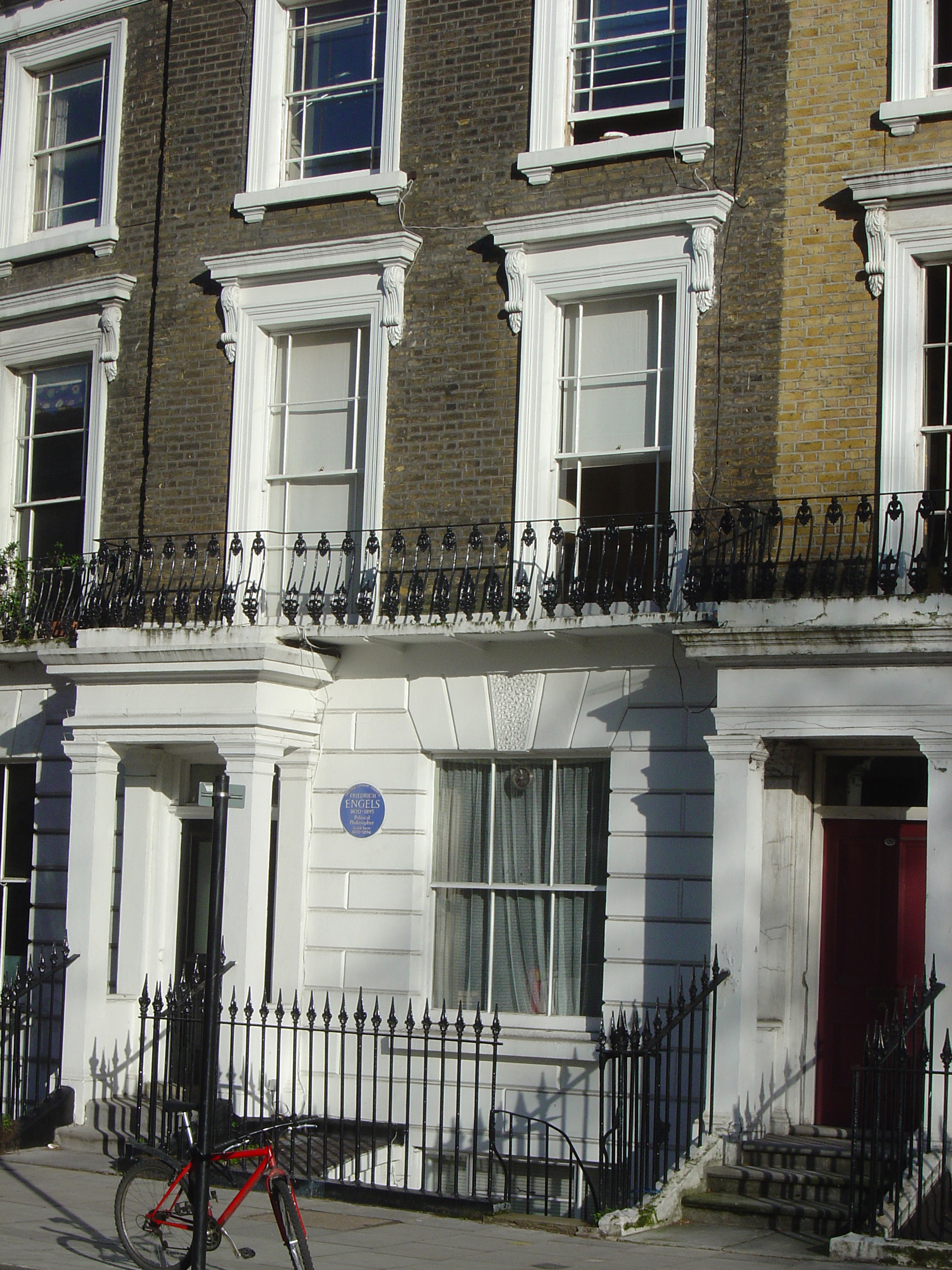
Casa de Friedrich Engels em Primrose Hill.

Primrose Hill é um morro de 256 pés (78 metros) localizado na parte norte do Regent's Park, no norte de Região de Londres, Inglaterra, bem como o nome do distrito que o envolve.